# マハシュウェタ・デビ
マハシュウェタ・デビ（ベンガル語: মহাশ্বেতা দেবী、英語: Mahasweta Devi、1926年1月14日 - 2016年7月28日）は、ベンガル系インド人の小説家、社会政治活動家。マグサイサイ賞を含む様々な文学賞を受賞していた。